# Catellini da Castiglione

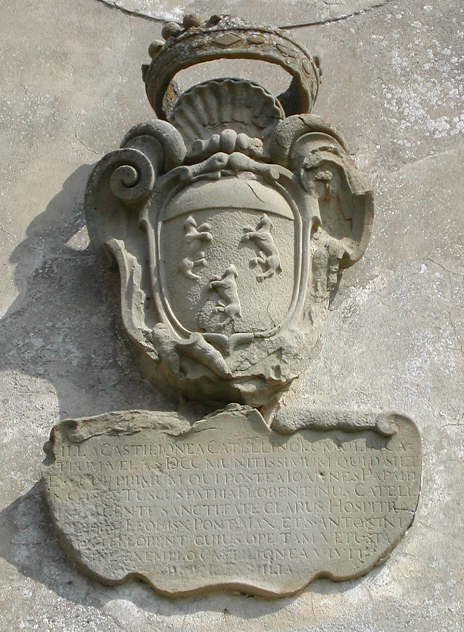
Stemma famiglia dei Catellini da Castiglione

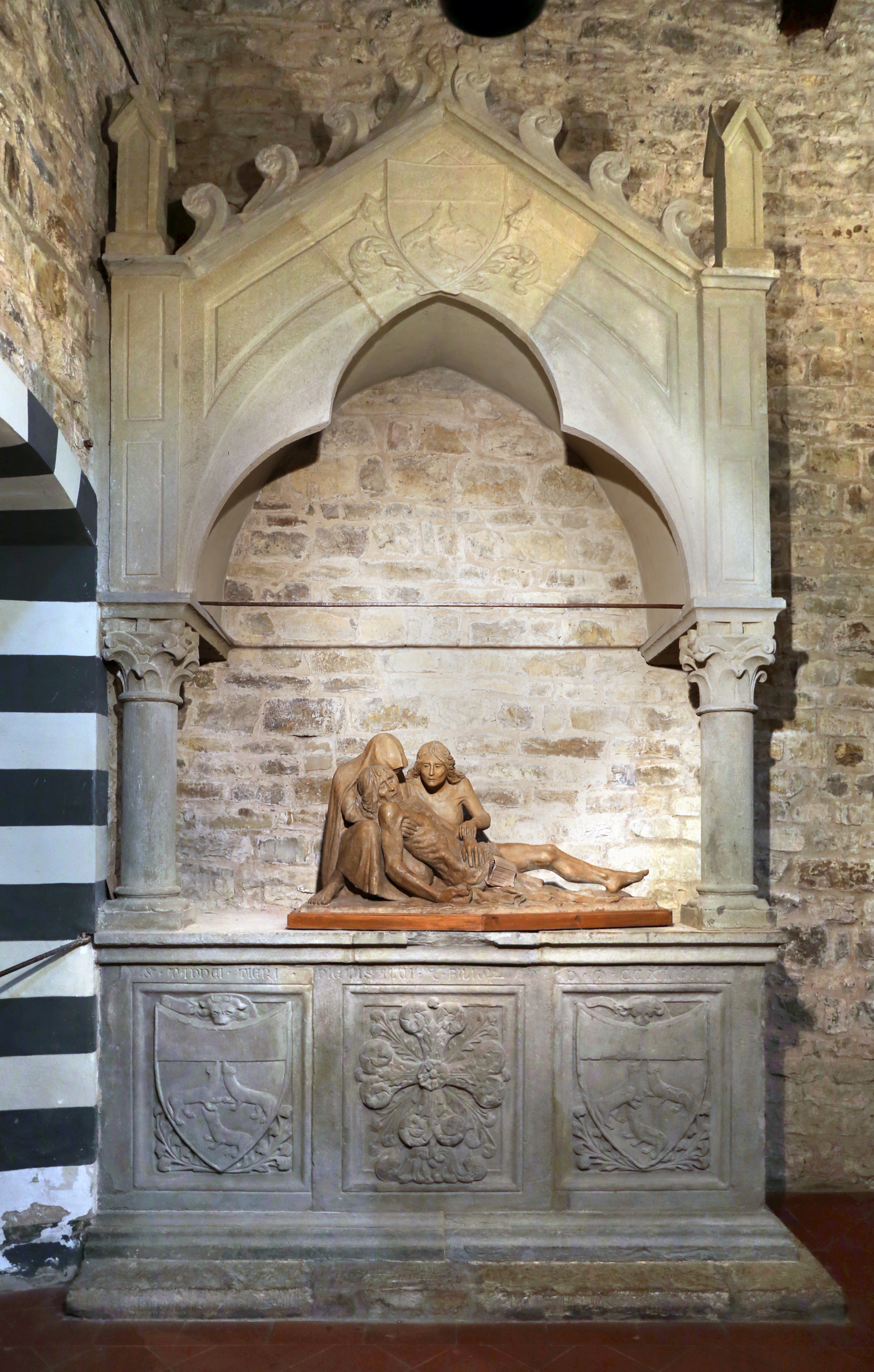
Il monumento Catellini da Castiglione nella pieve di Cercina

Quella dei Catellini da Castiglione è una delle antiche famiglie nobiliari di Firenze, iscritta al gonfalone Leon Bianco del quartiere di Santa Maria Novella.

## Storia familiare
Il nome familiare completo deriva, secondo la leggenda, da Catilina, i cui discendenti avrebbero dato vita alla famiglia, mentre "da Castiglione" deriva dal possedimento del Castello di Castiglione, presso Cercina (Sesto Fiorentino), ai piedi del Monte Morello, di proprietà della famiglia forse dal 1072. Probabilmente l'origine della famiglia è da collocarsi nel periodo della dominazione longobarda.
A Firenze i Catellini abitavano nella prima cerchia di mura, quella derivata dalla città romana, e si hanno notizie di un Alberto Catellini, console della Repubblica nel 1197. Lancia Catellini fu un valoroso condottiero durante la battaglia dell'Arbia, schierato con i ghibellini. Troviamo uno Stoldo Catellini tra i firmatari della pace del Cardinal Latino tra guelfi e ghibellini (1280). Lo stesso Stoldo, essendo un magnate, venne escluso dalla vita politica pochi anni dopo, con gli Ordinamenti di giustizia di Giano della Bella. Dante citò i Catellini tra le famiglie della vecchia Firenze, nel XVI canto del Paradiso nella Divina Commedia.
I Catellini restati a Firenze mantennero comunque condizioni economiche privilegiate ed il segno tangibile della loro potenza economica resta il Chiostro Verde di Santa Maria Novella, fabbricato nella prima metà del XIV secolo a loro spese in collaborazione con le famiglie dei Guidalotti e dei Lucalberti; per questo motivo sui pilastri ottagoni che sostengono le arcate a sesto ribassato presentano scolpiti nei capitelli lo stemma dei Catellini.
La famiglia visse in esilio o in disparte dalla vita politica cittadina e nell 1461, dopo il ritorno di Cosimo il Vecchio e l'instaurazione della signoria di fatto, tornarono alle cariche politiche come uomini di fiducia dei Medici. Tra le figure si spicco dell'epoca fu Francesco di Bernardo (1420 ca.-1484), umanista, conte palatino, protonotario apostolico, canonico e vicario capitolare di Pisa, fu anche pievano di Cercina e di Sant'Appiano in val d'Elsa, oltre che canonico di San Lorenzo per 8 anni.
Durante l'assedio di Firenze (1529-1530), Dante di Bernardo da Castiglione si batte a duello con il fuoriuscito Bertino Aldobrandi, lontano parente di Benvenuto Cellini. Lo stocco impugnato da Dante fu per secoli conservato nel castello di Cercina e viene minuziosamente descritto da Domenico Guerrazzi nel suo romanzo storico "L'assedio di Firenze", fino a quando, verso il 1889, viene venduto all'asta, insieme al cartello di sfida, presso una villa vicino a San Domenico di Fiesole, proprietà di stranieri. A tale deprecabile perdita ha assistito impotente l'allora ventenne Arturo Villoresi che ne fa cenno nel suo libro, del 1950, ''La storia di Sesto'' nel capitolo relativo a Cercina.
Per l'appoggio repubblicano subirono l'esilio che si concluse solo nel 1622, quando Cosimo di Vieri Catellini chiese perdono al granduca e ottenne la nomina a senatore. All'epoca di Ferdinando II i tre figli di Cosimo, Dante, Vieri e Bernardo (1617-1666), furono personalità di spicco, tanto che durante il governo di Cosimo III Vieri ottenne il titolo nobiliare di marchese di Cavacurta e Binaga, trasmesso in seguito ai figli di suo fratello Bernardo.

## Albero genealogico
```
 Bernardo Catellini da Castiglione 
 │
 └─Vieri Catellini da Castiglione 
   │
   └─Cosimo Catellini da Castiglione (n. 1573) ─∞─ Soffia di Giovanni Waldstein
     │ 
     ├─Dante Catellini da Castiglione
     │ 
     ├─Vieri Catellini da Castiglione
     │  
     └─Bernardo Catellini da Castiglione (1617-1666) ─∞─ Cornelia di Agnolo Galli
       │ 
       ├─Cosimo Catellini da Castiglione
       │ 
       ├─Lionardo Catellini da Castiglione
       │ 
       └─Marchese Cosimo Catellini da Castiglione (1651-1709) ─∞─ Maria Anna del conte Leone Strozzi
         │ 
         └─Marchese cavaliere Dante Catellini da Castiglione (1691-1767) ─∞─ Maria Caterina di Cesare del Ruota                                                                                            
           │ 
           ├─Cavaliere Antonino Maria Francesco Catellini da Castiglione(1730-1810) ─∞─ Alessandra di Filippo Ganucci
           │ │ 
           │ └─Cavaliere Dante Antonio Catellini da Castiglione (1771-?) ─∞─ Tiburzia Settimanni
           │   │ 
           │   └─ 
??

           │
           └─Marchese Francesco Maria Antonio Catellini da Castiglione(1735-1816)─∞─ Anna di Bartolomeo Papi
             │ 
             ├─Giovanni Catellini da Castiglione (1771-1798)
             │
             ├─Caterina Catellini da Castiglione(1773-1844)─∞─ marchese Luigi Giuseppe Guadagni
             │ │
             │ └─ 
??

             │ 
             ├─Vieri Catellini da Castiglione (1774-?)─∞─ Teresa Lamporecchi
             │ │
             │ └─ 
??

             │
             └─Antonio Catellini da Castiglione(1782-1825)
```

## Stemma
Lo stemma familiare si presenta con lo scudo diviso orizzontalmente, rosso di sopra, bianco di sotto e decorato nella porzione inferiore da tre cagnolini rossi rampanti, che in altre raffigurazioni possono essere topi, faine, ermellini, orsi o anche becchi con corna.